# Гійом Гальєнн
Гійо́м Гальє́нн (фр. Guillaume Gallienne, нар. 8 лютого 1972, Неї-сюр-Сен, Франція) — французький актор, режисер та сценарист.

## Біографія
Гійом Гальєнн народився 8 лютого 1972 року в Неї-сюр-Сен у Франції. Гійом третій з чотирьох синів у сім'ї, що належить до вищих кругів паризької буржуазії. Його мати походить з російсько-грузинської аристократичної сім'ї, батько — бізнесмен. Шкільні роки провів в англійському пансіоні, у Франції вивчав історію. У 18-річному віці поступив до престижної театральної школи «Курси Флоран». Вищу освіту здобув у Вищій Національної консерваторії драматичних мистецтв у Парижі. Після закінчення інституту в 1998 стає членом трупи одного з найзнаменитіших світових театрів Комеді-Франсез (La Comédie-Française).

## Кар'єра
У кіно Гальєнн дебютував в 1992 році, з'явившись в невеликій ролі у фільмі Шарля Немеса «Дошка пошани». За свою кар'єру знявся майже у 50-ти стрічках, найвідоміші серед яких «Астерікс і Обелікс у Британії» (2012), комедія «Мосьє Ібрагім і квіти Корану» (2003) режисера Франсуа Дюпейрона, біографічна стрічка «Марія-Антуанетта» (2005) Софії Копполи.
У 2005 році Гальєнн створив лібрето для балету Ніколя Леріша «Калігула», потім у 2011 році переніс на сцену Великого театру «Втрачені ілюзії» Оноре де Бальзака.
У 2013 році на «двотижневику режисерів» Каннського кінофестивалю відбулася прем'єра комедії «Хлопці, Ґійоме, до столу!», у створенні якої Гальєнн уперше виступив не лише як актор, але і як постановник, продюсер і сценарист. Критики відзначили Гальєна-дебютанта, нагородивши його премією Міжнародної конференції ігрового кіно C.I.C.A.E. та призом Товариства драматичних авторів і композиторів (SACD) у категорії «найкращий фільм».
Гійом Гальєнн є також частим учасником різних телевізійних програм і шоу у Франції; з вересня 2009 року є ведучим передачі Ça peut pas faire de mal на радіо France Inter, де зачитує уривки літературних творів.
У листопаді 2008 році Гійом Гальєнна було нагороджено Орденом «За заслуги», а у 2013 він став офіцером Ордена мистецтв та літератури Франції.

## Вибіркова фільмографія
Ролі у кіно
| Рік       |    | Українська назва                             | Оригінальна назва                                            | Роль                                  |
| --------- | -- | -------------------------------------------- | ------------------------------------------------------------ | ------------------------------------- |
| 1989—2006 | с  | Комісар Наварро                              | Navarro                                                      | епізод                                |
| 1991—2005 | с  | Мегре                                        | Maigret                                                      | Кормьє                                |
| 1992      | ф  | Дошка пошани                                 | Tableau d'honneur                                            | Кастаньє                              |
| 1995      | ф  | Сабріна                                      | Sabrina                                                      | Assistant / асистент                  |
| 1996      | ф  | Субота на Землі                              | Un samedi sur la terre                                       | Apprenti bijoutier                    |
| 1997      | ф  | Урок танго                                   | The Tango Lesson                                             | друг Пабло                            |
| 1997      | ф  | Молодість                                    | Jeunesse                                                     | ліонець                               |
| 1998      | кф | Попкорн                                      | Pop Corn                                                     | Troisième badaud                      |
| 1999      | ф  | Одна за всіх                                 | Une pour toutes                                              | L'agent immobilier                    |
| 1999      | ф  |                                              | Monsieur Naphtali                                            | Sommergan                             |
| 2000      | тф | Мізантроп                                    | Le misanthrope                                               | Le garde et Dubois                    |
| 2000      | ф  | Син людини                                   | Fils de personne                                             |                                       |
| 2000      | ф  | Світські леви                                | Jet Set                                                      | Едвард                                |
| 2000      | ф  | Дансер                                       | The Dancer                                                   | Artiste Unicorn                       |
| 2001      | кф |                                              | En scène!                                                    |                                       |
| 2002      | тф |                                              | Les frangines                                                | Едуар                                 |
| 2002      | тф |                                              | Patron sur mesure                                            | Леду                                  |
| 2003      | ф  | Мосьє Ібрагім і квіти Корану                 | Monsieur Ibrahim et les fleurs du Coran                      | The Car Salesman                      |
| 2003      | тф | Учіні жінки                                  | Les femmes savantes                                          | Жульєн                                |
| 2003      | ф  | Фанфан-тюльпан                               | Fanfan la tulipe                                             | La Houlette                           |
| 2003      | тф | Братство вовка 2: Повернення перевертня      | La bête du Gévaudan                                          | Леббе Пурше                           |
| 2004      | ф  | Глюк                                         | Narco                                                        | Самюель Папкін                        |
| 2005      | ф  | Марія-Антуанетта                             | Marie Antoinette                                             | Vergennes                             |
| 2005      | ф  | Місця в партері                              | Fauteuils d'orchestre                                        | Паскаль                               |
| 2005      | ф  | Ви будете сміятися,я я йду геть              | Tu vas rire, mais je te quitte                               | П'єр-Луї                              |
| 2006      | кф | Останній епізод Далласа                      | Le dernier épisode de Dallas                                 | Франсуа                               |
| 2006      | ф  | Мій полковник                                | Mon colonel                                                  | Le sous-préfet                        |
| 2006      | ф  | Джунглі                                      | La jungle                                                    | Mathias Warkhevytch                   |
| 2007      | ф  | Кандидат                                     | Le candidat                                                  | Sam - un membre du comité de campagne |
| 2007      | тф | Мосьє Макс                                   | Monsieur Max                                                 |                                       |
| 2008      | ф  | Саган                                        | Sagan                                                        | Jacques Quoirez                       |
| 2008      | с  | Вони і я                                     | Elles et moi                                                 | Роберт                                |
| 2008      | ф  | Високий музей, низький музей                 | Musée haut, musée bas                                        | Макс Перделлі                         |
| 2009      | ф  | Концерт                                      | Le concert                                                   | епізод                                |
| 2009      | тф | Прощавайте, Де Голль, прощавайте             | Adieu De Gaulle adieu                                        | Бернар Тріко                          |
| 2010      | ф  | Італієць                                     | L'Italien                                                    | Жак                                   |
| 2010      | ф  | Разом ми проживаємо величезну історію любові | Ensemble, nous allons vivre une très, très grande histoir... | Юбер                                  |
| 2012      | ф  | Астерікс і Обелікс у Британії                | Astérix et Obélix: Au service de Sa Majesté                  | Красовакс                             |
| 2012      | ф  | Сповідь сина століття                        | Confession of a Child of the Century                         | Меркансон                             |
| 2013      | ф  | Хлопці, Ґійоме, до столу!                    | Les garçons et Guillaume, à table!                           | Гійом / Мама                          |
| 2014      | ф  | Ів Сен-Лоран                                 | Yves Saint Laurent                                           | П'єр Берже                            |

## Визнання
| Нагороди та номінації Гійома Гальєнна | Нагороди та номінації Гійома Гальєнна | Нагороди та номінації Гійома Гальєнна                   | Нагороди та номінації Гійома Гальєнна | Нагороди та номінації Гійома Гальєнна | Нагороди та номінації Гійома Гальєнна |
| Рік                                   | Нагорода                              | Категорія                                               | Номінант                              | Результат                             |                                       |
| ------------------------------------- | ------------------------------------- | ------------------------------------------------------- | ------------------------------------- | ------------------------------------- | ------------------------------------- |
| 2013                                  | Французького синдикату кінокритиків   | Приз за найкращий французький фільм                     | Я, знову я і мама                     | Перемога                              |                                       |
| 2013                                  | Каннський кінофестиваль               | Приз Міжнародної конференції ігрового кіно C.I.C.A.E.   | Я, знову я і мама                     | Перемога                              |                                       |
| 2013                                  | Каннський кінофестиваль               | Приз Товариства драматичних авторів і композиторів SACD | Я, знову я і мама                     | Перемога                              |                                       |
| 2013                                  | Каннський кінофестиваль               | Золота пальмова гілка                                   | Я, знову я і мама                     | Номінація                             |                                       |
| 2013                                  | Каннський кінофестиваль               | Квір-пальмова гілка                                     | Я, знову я і мама                     | Номінація                             |                                       |
| 2014                                  | Премія «Люм'єр»                       | Найкращий актор                                         | Я, знову я і мама                     | Перемога                              |                                       |
| 2014                                  | Премія «Люм'єр»                       | Найкращий дебютний фільм                                | Я, знову я і мама                     | Перемога                              |                                       |
| 2014                                  | Премія «Сезар»                        | Найкращий актор                                         | Я, знову я і мама                     | Перемога                              |                                       |
| 2014                                  | Премія «Сезар»                        | Найкращий адаптований сценарій                          | Я, знову я і мама                     | Перемога                              |                                       |
| 2014                                  | Премія «Сезар»                        | Найкращий дебютний фільм                                | Я, знову я і мама                     | Перемога                              |                                       |
| 2014                                  | Премія «Сезар»                        | Найкращий фільм                                         | Я, знову я і мама                     | Перемога                              |                                       |
| 2014                                  | Премія «Сезар»                        | Найкраща режисерська робота                             | Я, знову я і мама                     | Номінація                             |                                       |
| 2015                                  | Премія «Сезар»                        | Найкращий актор другого плану                           | Ів Сен-Лоран                          | Номінація                             |                                       |